# Декорация
Декорация (фр. decoratio — украшение, от лат. decor — приличие, пристойность, совместимость) — в традиционном значении под декором понимают совокупность элементов, составляющих внешнее оформление архитектурного сооружения, его интерьеров, а также предметов быта, изделий декоративно-прикладного искусства.
Декорировать — создавать украшение; прилагательное декоративный обычно применяют в противоположность термину «конструктивный».
Различают также «активный» декор и декорацию, связанную с конструкцией постройки или изделия, его функцией и формой, и «пассивный» декор, не соответствующий членениям формы (тектонике) и привлечённый лишь для поверхностного украшения. Например орнамент, который также призван зрительно и даже тактильно подчёркивать, усиливать конструктивные членения формы, но может и скрывать их. В архитектуре под декором нередко понимают всю неконструктивную часть сооружения. Декорация как правило призвана не только соответствовать стилю архитектурной или иной композиции в целом, но и подчёркивать, усиливать её композиционные и стилевые качества. Все эти отношения имеют подвижный, исторически меняющийся характер. В современном искусствознании декорацией принято называть особый вид композиции, художественный смысл которой состоит во взаимодействии с окружающей средой — пространством, объемом, массой, плоскостью, форматом, качеством (цветом, фактурой, текстурой) декорируемой поверхности.
В истории искусства разделение на изобразительное (в современной терминологии: станко́вое) и декоративное искусство сложилось только в постренессансную эпоху в результате морфологических процессов, начавшихся в эпоху итальянского Возрождения, а именно отделения скульптуры и росписи от архитектурного пространства и появления самостоятельных, не связанных с этим пространством живописных картин и статуй. Ранние формы доренессансного искусства, выполняющие аналогичную функцию, например росписи стен в домах древней Помпеи, мавританские арабески Альгамбры, гротески Лоджий Рафаэля в Ватикане, для простоты мы также называем декоративными, хотя в то время их так не называли.
Мотивы декоративной росписи и скульптуры изменялись в зависимости от особенностей исторического развития культуры и искусства у разных народов, от вкуса и архитектурного стиля, господствовавших в то или иное время. Название декоративное искусство (фр. l’art décoratif) вошло в употребление во Франции в XIX веке, его применяли для именования разных отраслей ремесленных производств, нуждающихся в помощи искусства, каковы изготовление изящной мебели, ковров, кружев, стеклянных и гончарных изделий, ювелирных вещей, бронзы, обоев и других предметов роскоши и комфорта, — словом, для всего того, что у немцев принято называть Kleinkünste или Kunstgewerbe (малые искусства, художественные ремёсла), а в России — прикладным искусством или художественной промышленностью. С появлением промышленного дизайна во второй половине XIX века традиционные художественные ремёсла и декоративно-прикладное искусство только усилили свою специфику.
Отдельную разновидность художественного творчества представляет собой монументально-декоративное искусство: скульптура, рельеф, роспись (но не живопись), мозаика, сграффито. К этой разновидности относят любые формы, способы или приёмы, органично связанные с архитектурной композицией, как в экстерьере, так и в интерьере. Другие разновидности, связанные с искусством декорации: ландшафтное (садово-парковое) и театрально-декорационное искусство (сценография).

## Театральная декорация

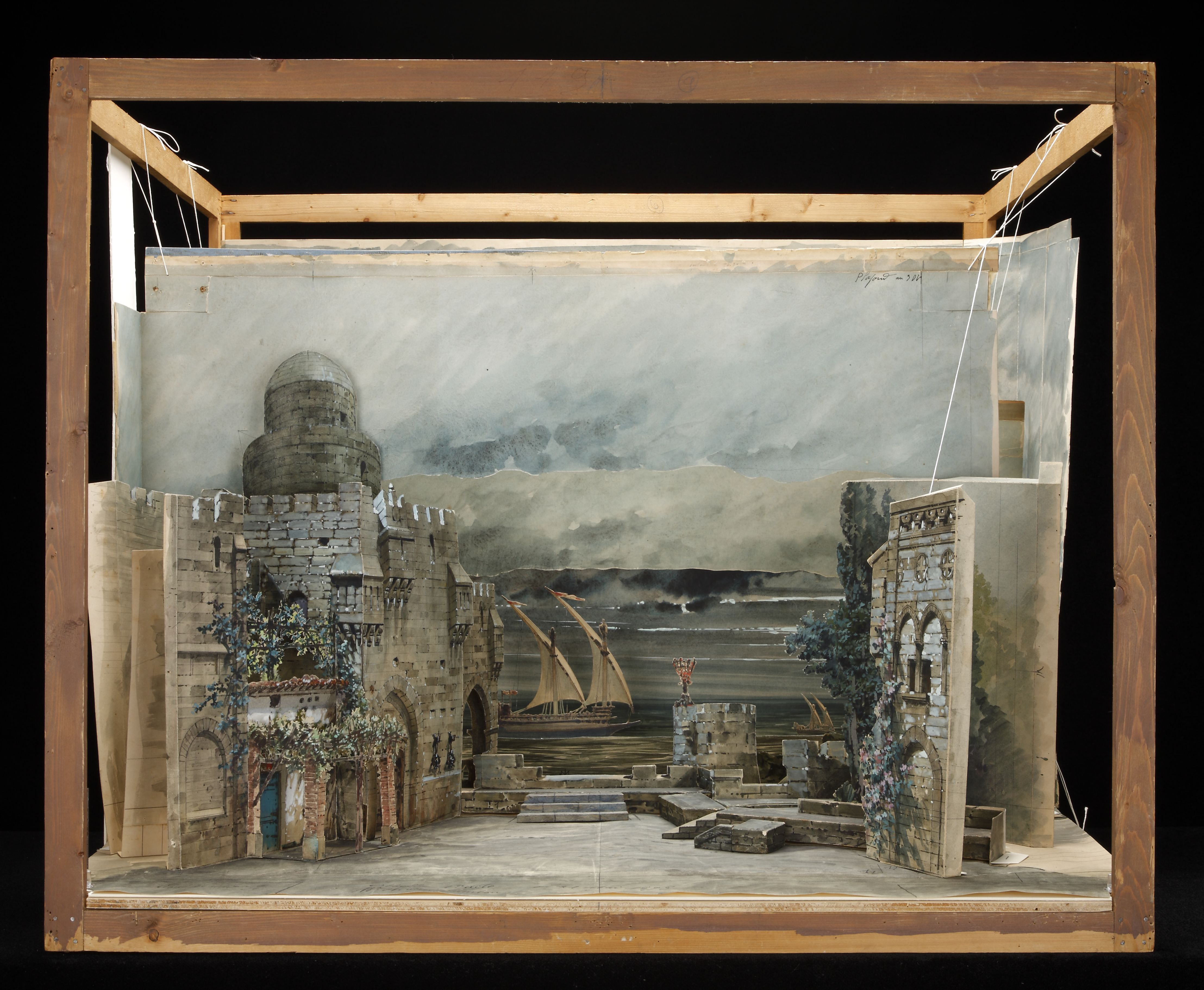
Модель декораций для постановки оперы Джузеппе Верди Отелло в 1895 году в Париже

Слово «декорация» чаще всего употребляется для обозначения принадлежностей театра, имеющих своим назначением производить иллюзию места, в котором происходит действие, разыгрываемое на сцене. Поэтому театральные декорации представляют по большей части либо пейзажи, либо перспективные виды улиц, площадей и внутренности зданий. Они пишутся красками на холсте. Главные составные части каждой театральной декорации — задник и кулисы. Первая вешается в глубине сцены, простираясь во всю её ширину, и изображает всё то, что в воспроизводимом пейзаже или перспективе находится на дальнем плане; кулисы же представляют собой куски полотна, более узкие в сравнении с завесой, натянутые на деревянный переплёт и вырезанные с одного края надлежащим образом; они помещаются по бокам сцены в два, три и несколько рядов, одна за другой, и представляют более близкие предметы, напр. деревья, скалы, дома, пилястры и другие части сцены. Дополнением декорации служат падуги — куски полотна, протянутые вверху через всю сцену и изображающие куски неба, верхние ветви деревьев, потолочные своды и т. п., а также пратикабли — различные замаскированные расписанным полотном деревянные подмостки и примостки, помещаемые на сцене и представляющие, например, камни, мосты, отроги скал, висячие галереи, лестницы и т. д.
Художник, занимающийся исполнением театральных декораций и называемый декоратором, должен обладать подготовкой, необходимой для живописца вообще, некоторыми специальными познаниями: ему необходимо в совершенстве знать правила линейной и воздушной перспективы, усвоить себе весьма широкий приём письма, уметь приспособлять свой колорит к огненному освещению, при котором обыкновенно происходят сценические представления, и вообще рассчитывать на то, чтобы в результате его труда получалась живописная обстановка разыгрываемой пьесы, не только не вредящая ей своей излишней простотою или вычурностью, но способствующая силе и дельности впечатления, производимого ею на зрителя. Сочинив эскизный рисунок декораций, декоратор изготавливает для неё макет, то есть миниатюрное подобие сцены с картонными завесой, кулисами и прочими принадлежностями, дабы по этой модели можно было заранее судить об эффекте будущего произведения. Приступая после того к исполнению самой декорации, он натягивает холст завесы в горизонтальном положении на полу своей мастерской, переводит на него (углём или особого рода чернилами) рисунок эскиза в увеличенном виде с помощью разбиения его на квадраты и, наконец, принимается за письмо красками. Точно так же поступает он и при исполнении кулис и прочих частей декораций. Палитру заменяет ему ящик с банками различных разведённых на клею красок; для письма служат более или менее крупные, сделанные из щетины кисти с длинными рукоятками. Во время работы он то и дело прерывает её, чтобы подняться на галерею, устроенную в мастерской на некоторой высоте от пола, и взглянуть оттуда на написанное. Трудится он обыкновенно не один, а вместе со своими учениками и помощниками, которым поручает подготовку и второстепенные части работы.
Сценические представления обставлялись декорациями ещё у древних греков (сценография). Как на одного из старейших декораторов, известных в истории, можно указать на Агатарха, жившего приблизительно в 460—480 гг. до н. э. В новейшие времена декорационная живопись развилась прежде всего в Италии, которая доставляла лучших мастеров по этой части и другим странам. Из итальянских декораторов в XVIII столетии особенно прославился Джованни Сервандони, работавший для Королевской оперы в Париже. Потом первенство в рассматриваемой области перешло к французам. Среди них выказал замечательное дарование театральный живописец Боке; знаменитые Ватто и Буше не гнушались отрываться от исполнения своих картин для того, чтобы писать для сцены. Затем между французскими декораторами пользовались громкой известностью Деготти, Сисери, ученики последнего Сешан, Деплешен, Фешер и Камбон, Шаперон, Тьерри, Рюбе и Шере. Выдающимися декораторами в Германии были Шинкель, Карл Гропиус, итальянцы Квальо (Доменико, его брат Симон и сын Анджело) и И. Гофман. В России потребностям императорских театров удовлетворяли в начале приезжие декораторы-итальянцы — Перезинотти, Кваренги, Канопи, Гонзага, а потом, в царствование Николая I, немецкие художники Андреас Роллер, К. Вагнер и др.; только во второй половине XIX века декорационная живопись вступила в России на путь самостоятельности благодаря таким дароветым мастерам, как М. И. Бочаров и М. А. Шишков, и учреждению при Академии художеств особого класса для изучения этой отрасли искусства.

## Декорация в кинематографе

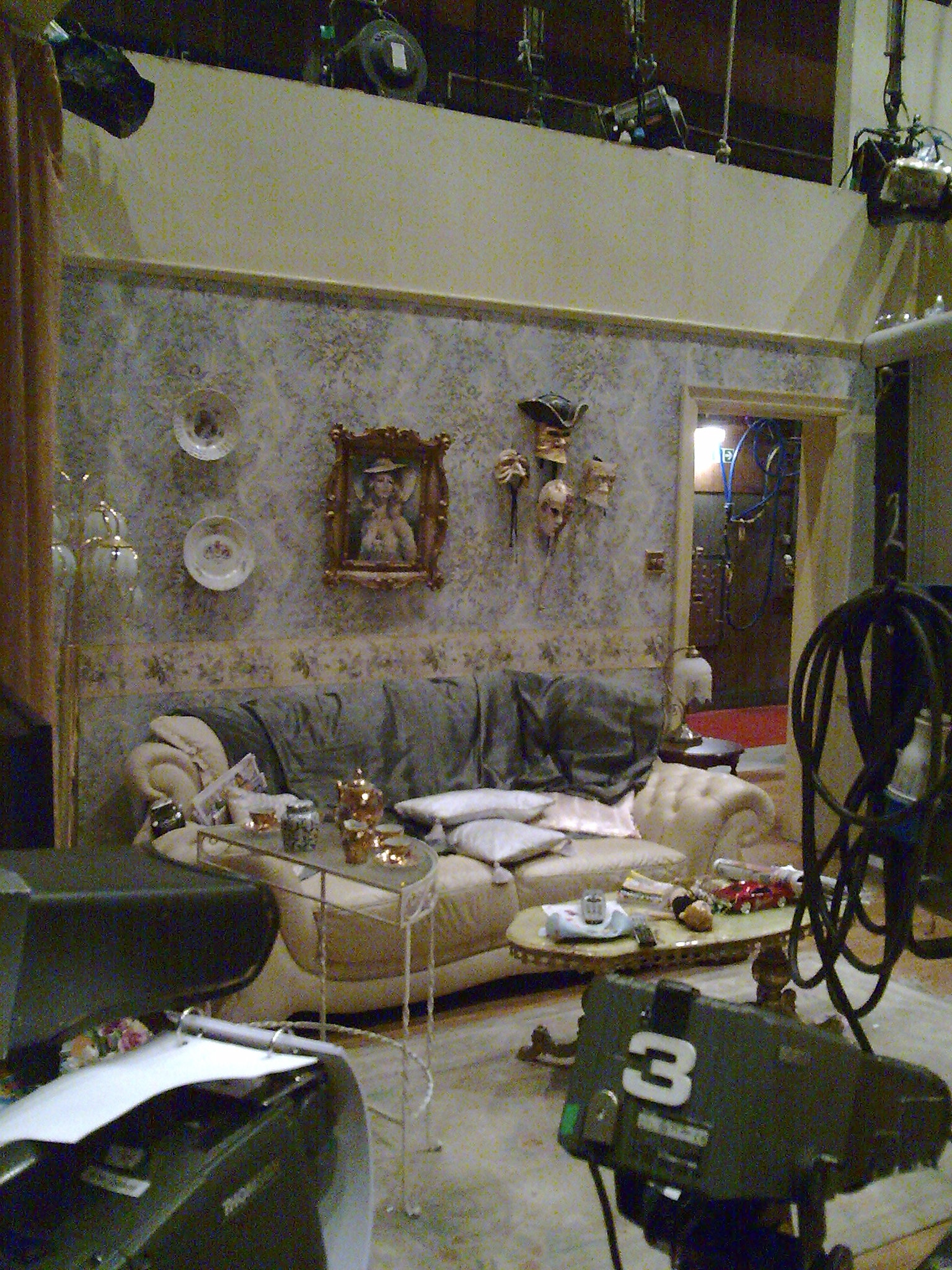
Декорация для съёмок сериала «Жители Ист-Энда»

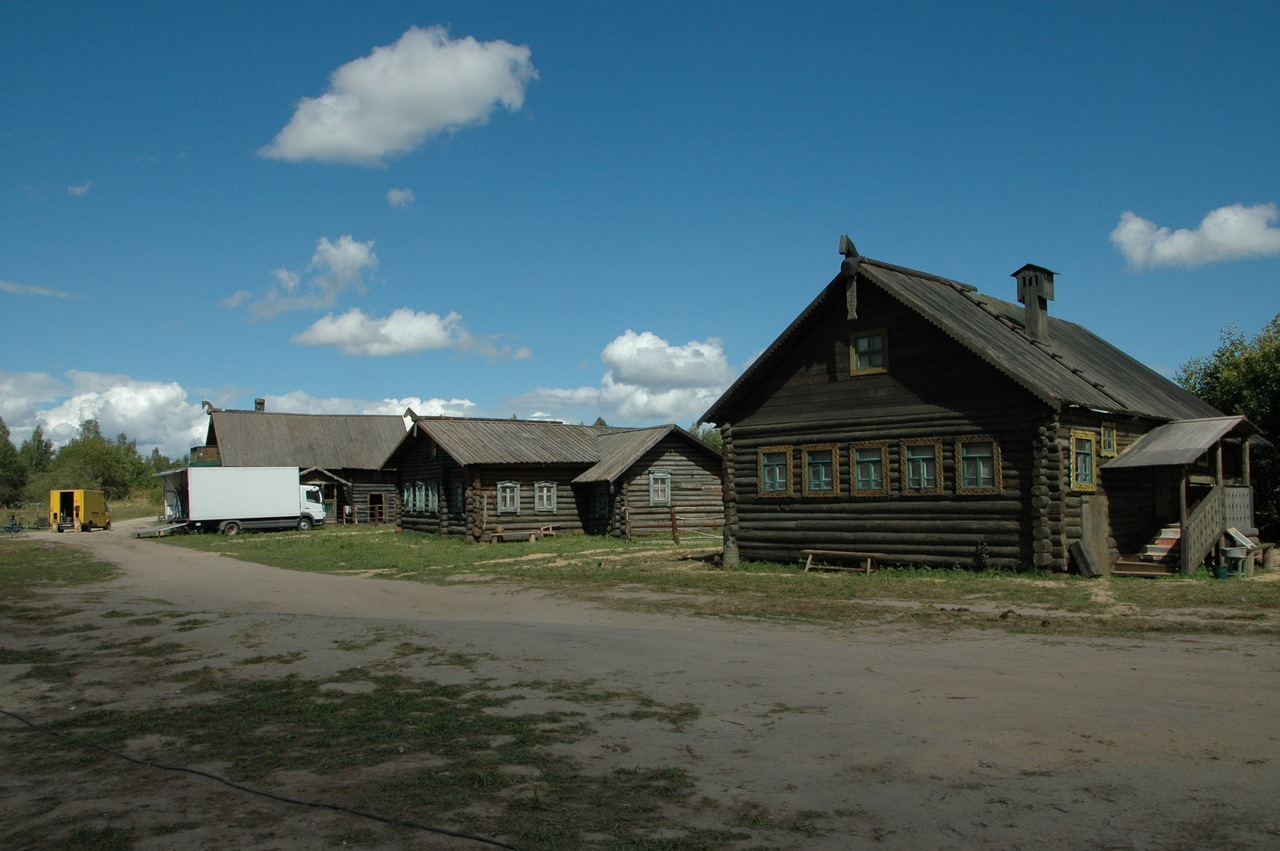
Бутафорская деревня Пекашино во время съёмок сериала «Две зимы и три лета»

В отличие от театральной декорации, создаваемой с учётом особенностей сцены и её ограниченного обзора из зрительного зала, кинематографическая строится в расчёте на более полное соответствие реальным объектам, а зачастую копирует настоящие интерьеры и ландшафты. Декорации, предназначенные для съёмки в павильоне, строятся с учётом необходимости установки операторского освещения и возможного движения тележек и операторских кранов. Для упрощения и ускорения постройки таких декораций в большинстве случаев используется фундус, состоящий из набора нормализованных элементов, собираемых при помощи струбцин и легкого крепежа.
Натурные декорации в некоторых случаях могут предусматривать полноценное строительство, занимая значительную часть съёмочного бюджета. В любом случае, декорации для киносъёмки изготавливаются с учётом особенностей кинематографического изображения и возможности упрощения сложных элементов, снимаемых общими планами.
Большинство декораций для кино имеют отделку с одной стороны, с которой будет производиться съёмка.